# Аргир Кримински
Аргир или Аргирис (на гръцки: Αργύρης) е зограф от XIX век.

## Биография
Роден е в югозападномакедонското село Кримин. В 1808 година Аргир изписва новия екзонартекст на католикона на манастира Свето Преображение Господне в Дряново. Негови са и част от стенописите в Домовищкия манастир „Света Параскева“ в Синяк.